# افسر ژنرال

یک درجه ژنرالی در ارتش ایالات متحده

افسر ژنرال، افسر کل یا تیمسار (به انگلیسی: General officer) افسری عالی رتبه و با مقام ارشد در ارتش یک کشور است که فرماندهی یک واحد نظامی بزرگ (بعنوان مثال در نیروی زمینی، نیروی هوایی، نیروی فضایی، تفنگداران، پیاده‌نظام دریایی) را بر عهده دارد.
در برخی از کاربردها اصطلاح «افسر ژنرال» به‌طور کلی به درجه بالاتر از سرهنگ اشاره دارد.
صفت یا کلمه ژنرال از اواخر دوره قرون وسطی برای نشان دادن برتری نسبی یا حوزهٔ قضایی در کنار کلمه یا نام افسر قرار گرفت.